# Nguyễn Phúc
Cette page contient des caractères spéciaux ou non latins. S’ils s’affichent mal (▯, ?, etc.), consultez la page d’aide Unicode.
 (juillet 2025).
Si vous disposez d'ouvrages ou d'articles de référence ou si vous connaissez des sites web de qualité traitant du thème abordé ici, merci de compléter l'article en donnant les références utiles à sa vérifiabilité et en les liant à la section « Notes et références ».
La lignée Nguyễn Phúc (chữ nôm : 阮福族), ou Nguyễn Phước, est un clan de l'ancienne noblesse viêt établit de le centre du Viêt Nam actuel. Son siège était Huế.
Les seigneurs Nguyễn ont régné sur l'Annam à partir de 1558. En 1802, Nguyễn Phúc Ánh (Gia Long) se fait proclamer empereur du Đại Việt et donne naissance à une dyynastie impériale,. L'Annam, pourtant colonisé par les Français, reste sous la gouvernance symbolique des Nguyễn jusque 1945, année de l'abolition de la monarchie au Viêt Nam.
Bảo Đại, dernier empereur, deviendra plus tard le chef de l'État du Viêt Nam en 1949 avant d'être évincé par Ngô Đình Diệm en 1955. La famille est aujourd'hui exilée en France et aux États-Unis.